# Uroderma magnirostrum
Uroderma magnirostrum is een vleermuis uit de familie van de bladneusvleermuizen van de Nieuwe Wereld (Phyllostomidae). De wetenschappelijke naam van het zoogdier werd voor het eerst geldig gepubliceerd door Davis in 1968.

## Voorkomen
De soort komt voor van de staat Michoacán in Mexico tot in Centraal-Brazilië.